# 菲臘比·荷西·安達迪
菲立（Filipe José Andrade，1983年9月26日—），是一名葡萄牙的足球運動員，擔任中場。2008年7月底來港，於香港甲組足球聯賽球會南華試腳，可惜其踢法不適合南華，而不能獲得一紙長約。菲立是一位高速翼鋒球員，左右均可，屬進攻型的球員。他出生於非洲南部國家莫桑比克，曾入選莫桑比克國家青年代表隊，後來入籍葡萄牙。